# Insulíndia
Insulíndia, altrament anomenada l'arxipèlag Malai, és un terme que fa referència a un vast grup d'illes situat entre Indo-xina (al sud-est d'Àsia) i Austràlia. Aquestes illes constitueixen el territori d'Indonèsia, les Filipines, Brunei, els estats malaisis de Sarawak i Sabah i el territori federal de Labuan, Timor oriental i Papua Nova Guinea. Ara bé, hi ha arguments per excloure'n aquest últim país tant per raons culturals com geogràfiques. Papua Nova Guinea, culturalment, és prou diferent dels altres estats de la regió, i l'illa de Nova Guinea mateix no es considera part d'Àsia, com sí que ho són les altres illes, sinó d'Oceania, ja que forma un conjunt amb Austràlia.
L'arxipèlag també és conegut de vegades com les Índies orientals, però aquest terme acostuma a tenir un sentit molt més ampli i inclou Indo-xina, el subcontinent indi i, fins i tot, àrees tan allunyades com el Balutxistan iranià.
Insulíndia és l'arxipèlag més gran del món, i engloba diversos grups d'illes, que també es poden considerar arxipèlags per si sols. Els principals són:
- Les illes Grans de la Sonda
- Les illes Petites de la Sonda
- Les Moluques
- Les Filipines

L'arxipèlag té una extensió de més de dos milions de quilòmetres quadrats i és habitat per més de tres-cents milions de persones, cosa que el fa també el més poblat del món. Les illes més grans d'Insulíndia són Borneo i Sumatra (Nova Guinea en seria la més gran si la hi incloguéssim). L'illa més poblada del grup és Java.
Juntament amb Austràlia, Insulíndia marca la frontera tradicional entre l'oceà Pacífic a l'est i l'Índic a l'oest.
Geològicament l'arxipèlag és molt interessant, i és una de les regions volcàniques més actives del món. Arran dels moviments de la tectònica de plaques a la regió, s'hi han aixecat muntanyes impressionants que culminen en el mont Kinabalu a Sabah, amb 4.101 metres d'altitud (o el Puncak Jaya a Irian Jaya, de 4.884 m, si hi incloem Nova Guinea).
El clima de l'arxipèlag, a causa de la seva posició al llarg de l'equador, és tropical. De tota manera, és notablement més plujós a l'oest que a l'est.

## Llista d'illes
Els principals arxipèlags i illes d'Insulíndia són:
- Arxipèlag indonesi[3]
  - Moluques[4][5][6]
  - Nova Guinea (si la hi incloem)
  - Illes de la Sonda
    - Illes Grans de la Sonda
      - Cèlebes[7][8][9][10]
      - Java[11][12][13][14][15]
      - Sumatra[16][17][18][19][20][21]

    - illes Petites de la Sonda
      - Illes Alor[22][23]
      - Bali[24][25][26][27][28][29]
      - Illes Barat Daya[30][31][32]
      - Flores[33][34][35][36]
      - Komodo[37][38]
      - Lombok[39][40]
      - Sumba[41][42]
      - Sumbawa[43][44]
      - Tanimbar[45][46][47]
      - illa de Timor[48][49][50]
      - Sangeang[51][52][53][54][55][56]

- Arxipèlag filipí
  - Luzon[57][58][59][60]
  - Mindanao[61][62][63][64]
  - Illes Visayas[65][66][67][68]